# SchulzeMeierLehmann
SchulzeMeierLehmann war eine im Jahre 2005 gegründete Rock-/Pop-Band aus Freiburg im Breisgau und Mannheim, die sich 2008 auflöste.

## Geschichte
David Lemaitre, Frank Schulze-Brüggemann und Robert Wittmaier gingen im Frühjahr 2005 zusammen in einem Proberaum in Freiburg. Schon kurz darauf folgte die erste Demo-CD.
Im Jahr 2006 spielten SchulzeMeierLehmann in verschiedenen Clubs in Freiburg, Emmendingen und Tuttlingen. Sie erspielten sich mit etwa 40 Konzerten im Jahre 2006 eine gewisse Bekanntheit, hauptsächlich im Raum Baden-Württemberg.
Im Februar 2006 wurden SchulzeMeierLehmann im Jazzhaus Freiburg zur Tourband des Zelt-Musik-Festivals gekürt und gewannen dort den Rampe-06-Bandwettbewerb. Sie siegten beim Play Live Baden-Württemberg und durfte am Deutschlandfinale von PlayLive in Magdeburg teilnehmen.
Ebenfalls im Jahre 2006 veröffentlichten sie ihr erstes Album Schönheit ist Grausam. Die CD-Release-Party fand am 16. September 2006 im Jazzhaus Freiburg statt.
Ab April 2007 saß Phillip Mader für Robert Wittmaier am Schlagzeug von SchulzeMeierLehmann. Phillip Mader lernte SchulzeMeierLehmann auf der Popakademie Baden-Württemberg kennen, an der sie gemeinsam studieren.
Den ersten Gig mit Phillip Mader am Schlagzeug, spielten SchulzeMeierLehmann am 6. Juni 2007 in Weitenau bei Rock am Bruch. Am 1. August 2007 wurde die Single „Da bist du jetzt“ veröffentlicht. Dort war Mader zum ersten Mal bei einer Studioaufnahme zu hören.
Am 22. Juni 2007 eröffneten SchulzeMeierLehmann mit ihrem Auftritt das Southside-Festival, ebenfalls 2007 fand eine Sommertour mit zehn Stationen in Spanien statt.
Auf ihrer offiziellen MySpace-Seite gaben SchulzeMeierLehmann am 26. Juni 2008 ihre Auflösung bekannt. Ein Auszug aus der Erklärung: „Zu unterschiedliche Visionen hatten in letzter Zeit den gemeinsamen Nenner unseres Trios gefährdet. SchulzeMeierlehmann ist für uns ein zu schönes Bild, das wir lieber stehen lassen wollen, als es aus versehen zu zerknittern.“ Das Abschiedskonzert fand am 6. Juli 2008 in Freiburg auf dem Zeltfestival statt.

## Diskografie
- 2006: Schönheit ist grausam (Album)
- 2007: Da bist du jetzt (Single)